# كليمنت ووكر اندروز
كليمنت ووكر اندروز (بالإنجليزية: Clement Walker Andrews) هو أمين مكتبة أمريكي، ولد في 13 يناير 1858 في بوسطن في الولايات المتحدة، وتوفي في 20 نوفمبر 1930 في شيكاغو في الولايات المتحدة.